# Zoologischer Garten Caricuao
Koordinaten: 10° N, 67° W

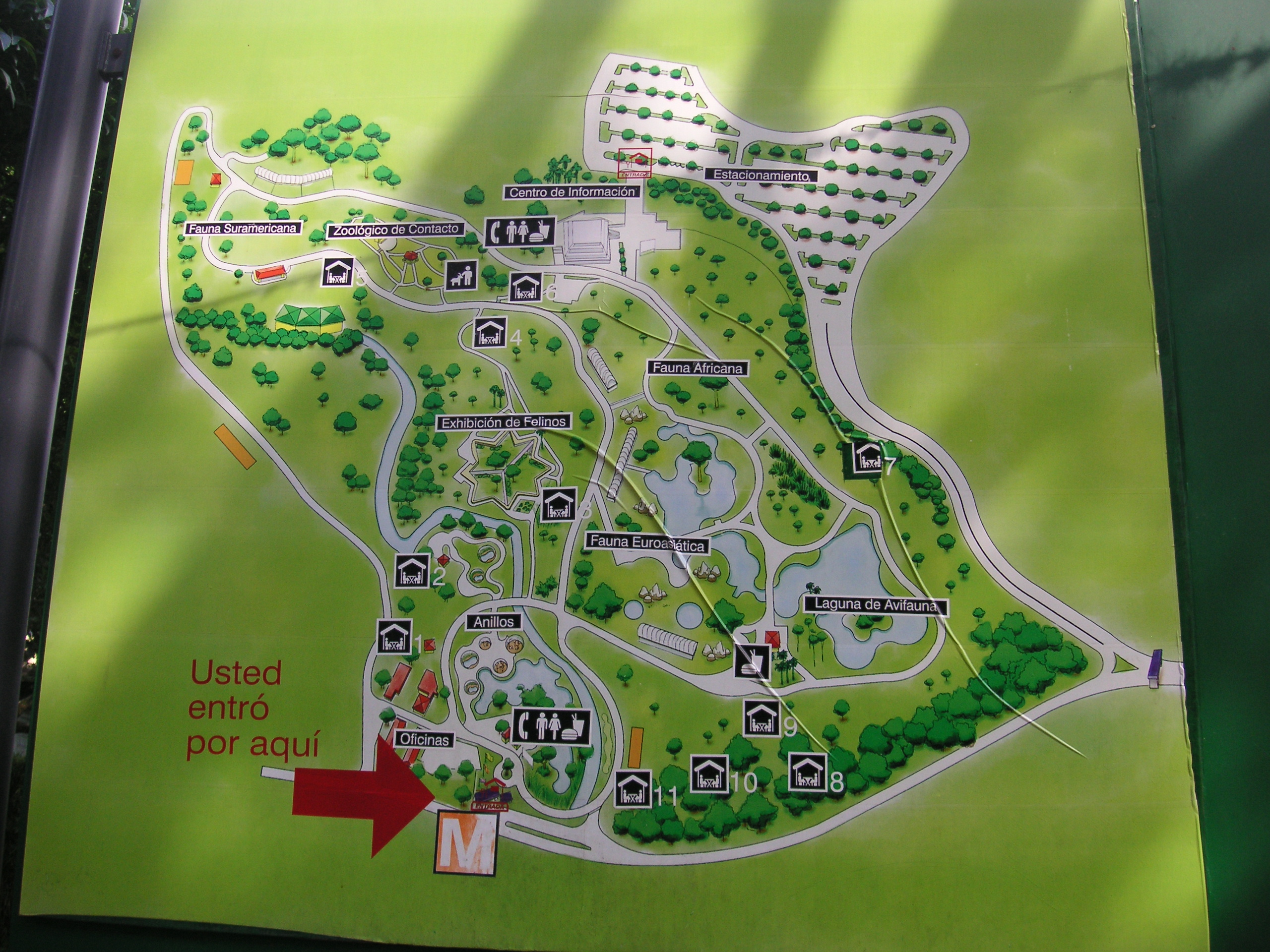
Übersicht

Der Zoologische Garten Caricuao, spanisch Parque Zoológico Caricuao, liegt in der Gemeinde Caricuao bei Caracas. Er wurde 1977 eröffnet und ist 630 Hektar groß.
Im Zoo lebte bis zu seinem Tod 2018 Ruperta, ein weiblicher Afrikanischer Elefant, der als Symbol der venezolanischen Versorgungskrise der 2010er Jahre galt.